# 第二みちのく有料道路
第二みちのく有料道路（だいにみちのくゆうりょうどうろ）は、青森県上北郡おいらせ町高田を起点とし、同県上北郡六戸町大字犬落瀬字堀切沢に至る有料道路で、青森県道8号八戸野辺地線の一部である。青森県道路公社が管理し、料金を徴収している。
東北縦貫自動車道八戸線の一部を構成し、下田百石ICで百石道路に、六戸JCTで上北自動車道に接続している。
高速道路ナンバリングでは、八戸自動車道、百石道路、上北自動車道、みちのく有料道路、青森自動車道とともに「E4A」が割り当てられている。

## 概要
法定路線名の東北縦貫自動車道（八戸線）の一部を構成し、東北縦貫自動車道に並行する一般自動車専用道路（A'路線）であるが、都道府県道が高規格幹線道路（一般自動車専用道路【A'路線】）となるケースはあまり例がない。
2025年（令和7年）3月10日10時よりETCの運用を開始した。
2009年（平成21年）6月12日に設置された「青森県有料道路経営改革推進会議」は、2010年（平成22年）1月19日に、「この道路は、単年度黒字を維持していることから、債務は着実に減額していくものの、料金徴収期間が満了を迎える2021年度には返済ができない結果となった。第二みちのく有料道路は、上北横断道路の開通を前提に計画されており、その開通なしには経営が厳しいことが改めて確認できた」との提言を青森県知事に提出した。
2021年（令和3年）2月15日に行われた「『第二みちのく有料道路』のあり方検討委員会」会合にて、料金徴収期間を10年延長し、2031年度末までとする提言がまとめられることとなった。2021年11月30日付けで国は、料金徴収期間の10年延長を認可し、2032年3月29日までとすることが決定した。

### 路線データ
- 起点：青森県上北郡おいらせ町高田
- 終点：青森県上北郡六戸町大字犬落瀬字堀切沢
- 総延長：9.7 km
- 道路規格：第1種第3級
- 車線数：暫定2車線（完成4車線）
- 設計速度：80 km/h
- 最高速度：暫定70 km/h
- 事業費：56億円
- 料金徴収期間：1992年（平成4年）3月30日 - 2032年（令和14年）3月29日（40年間予定）

## 沿革
- 1992年（平成4年）
  - 3月30日 : 一部供用開始。
  - 12月18日 : 供用開始。
- 2010年（平成22年）1月19日 : 青森県有料道路経営改革推進会議が、本道路の有料期限内の債務完済が困難であるとの見通しを報告[4]。
- 2013年（平成25年）3月24日 : 上北自動車道部分開通により六戸JCT設置[7]。併せて、三沢十和田下田ICをフル化。
- 2024年（令和6年）5月14日 - 7月12日 : ETC整備工事のため下田百石IC - 三沢十和田下田IC間で長期通行止め[8]。
- 2025年（令和7年）3月10日 : 10時よりETCの運用開始[3]。

## 通行料金
- 普通車 220円
- 大型一種 330円
- 大型二種 740円
- 軽自動車等 150円

下田TBを境として北側の三沢十和田下田IC - 六戸出入口間は出入り口を含め区間内に料金所がないため無料で通行できる。一方で南側の下田百石IC - 下田本線料金所間は料金徴収は行われていないため実質は無料区間であるが、下田TBを介して下田百石IC - 三沢十和田下田IC間では一般道への流出入は不可。

## インターチェンジなど
- 全区間青森県上北郡内に所在。
- 英略字は以下の項目を示す。
IC：インターチェンジ、JCT：ジャンクション、TB：本線料金所
- 下田百石ICのIC番号は八戸自動車道の浄法寺IC（岩手県二戸市）からの通算である。

| IC 番号             | 施設名           | 接続路線名                                                   | 下田百石 から (km) | 川口 から (km) | 三郷 からの (km) | 備考             | 所在地     |
| ------------------- | ---------------- | ------------------------------------------------------------ | ------------------ | -------------- | ---------------- | ---------------- | ---------- |
| E4A 百石道路 に接続 |                  |                                                              |                    |                |                  |                  |            |
| 8                   | 下田百石IC       | 国道45号（現道） 県道8号八戸野辺地線（現道、国道45号と重複） | 0.0                | 646.9          | 703.4            |                  | おいらせ町 |
| -                   | 下田TB           |                                                              | 2.7                | 649.6          | 706.1            |                  | おいらせ町 |
|                     | 三沢十和田下田IC | 県道10号三沢十和田線                                         | 6.1                | 653.0          | 709.5            |                  | おいらせ町 |
|                     | 六戸JCT          | E4A 上北自動車道青森方面                                     | 8.3                | 655.2          | 711.7            | 百石道路方面のみ | 六戸町     |
|                     | 六戸出入口       | 県道10号三沢十和田線                                         | 9.7                | 656.6          | 713.1            |                  | 六戸町     |

## 路線状況

### 車線・最高速度
| 区間                 | 車線 上下線=上り線+下り線 | 最高速度 |
| -------------------- | ------------------------- | -------- |
| 下田百石IC - 六戸JCT | 2=1+1 （暫定2車線）       | 70 km/h  |

### 道路管理者
- 青森県道路公社

### 交通量
24時間交通量（台） 道路交通センサス
| 区間                          | 平成17（2005）年度 | 平成22（2010）年度 | 平成27（2015）年度 |
| ----------------------------- | ------------------ | ------------------ | ------------------ |
| 下田百石IC - 三沢十和田下田IC | 3,061              | 2,806              | 3,231              |
| 三沢十和田下田IC - 六戸JCT    | 1,116              | 1,448              | 1,504              |
| 六戸JCT - 六戸                | 1,116              | 1,448              | 782                |

（出典：「平成22年度道路交通センサス」・「平成27年度全国道路・街路交通情勢調査」（国土交通省ホームページ）より一部データを抜粋して作成）
- 令和2年度に実施予定だった交通量調査は、新型コロナウイルスの影響で延期された[11]。

## 地理

### 通過する自治体
- 青森県
  - 上北郡おいらせ町 - 上北郡六戸町

### 接続する高速道路
- E4A 百石道路（下田百石ICで直結）
- E4A 上北自動車道（六戸JCTで接続）